# Brodce (Týnec nad Sázavou)
Brodce (německy Brodetz) jsou část města Týnec nad Sázavou v okrese Benešov. Nachází se 500 m na východ od centra města na levém břehu Sázavy. V roce 2009 zde bylo evidováno 37 adres. Ve čtvrti se nachází továrna Jawa. Brodce leží v katastrálním území Týnec nad Sázavou o výměře 5,95 km².

## Historie
První písemná zmínka o vesnici pochází z roku 1360.

## Další fotografie

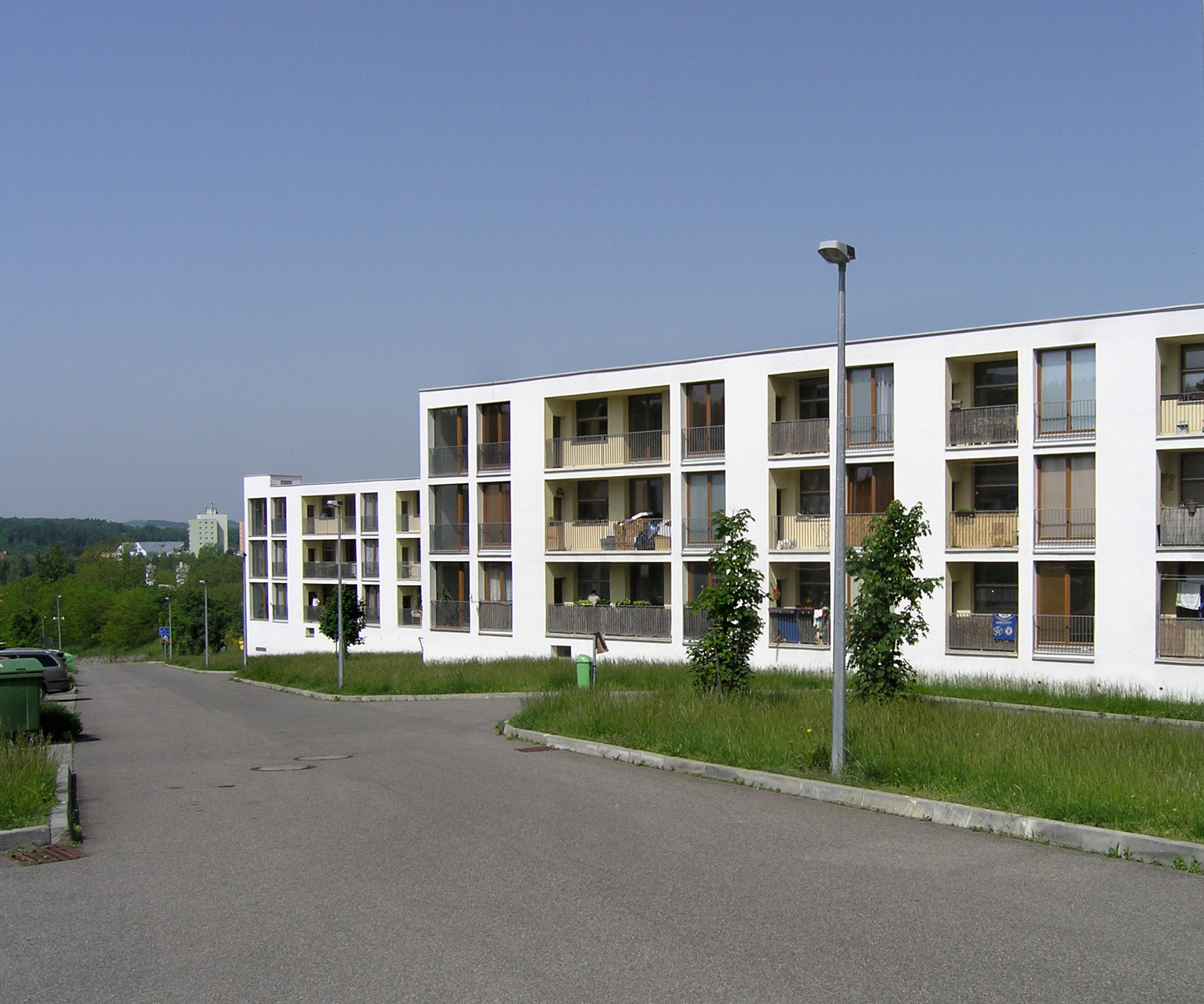
Malé sídliště Na Kněžině
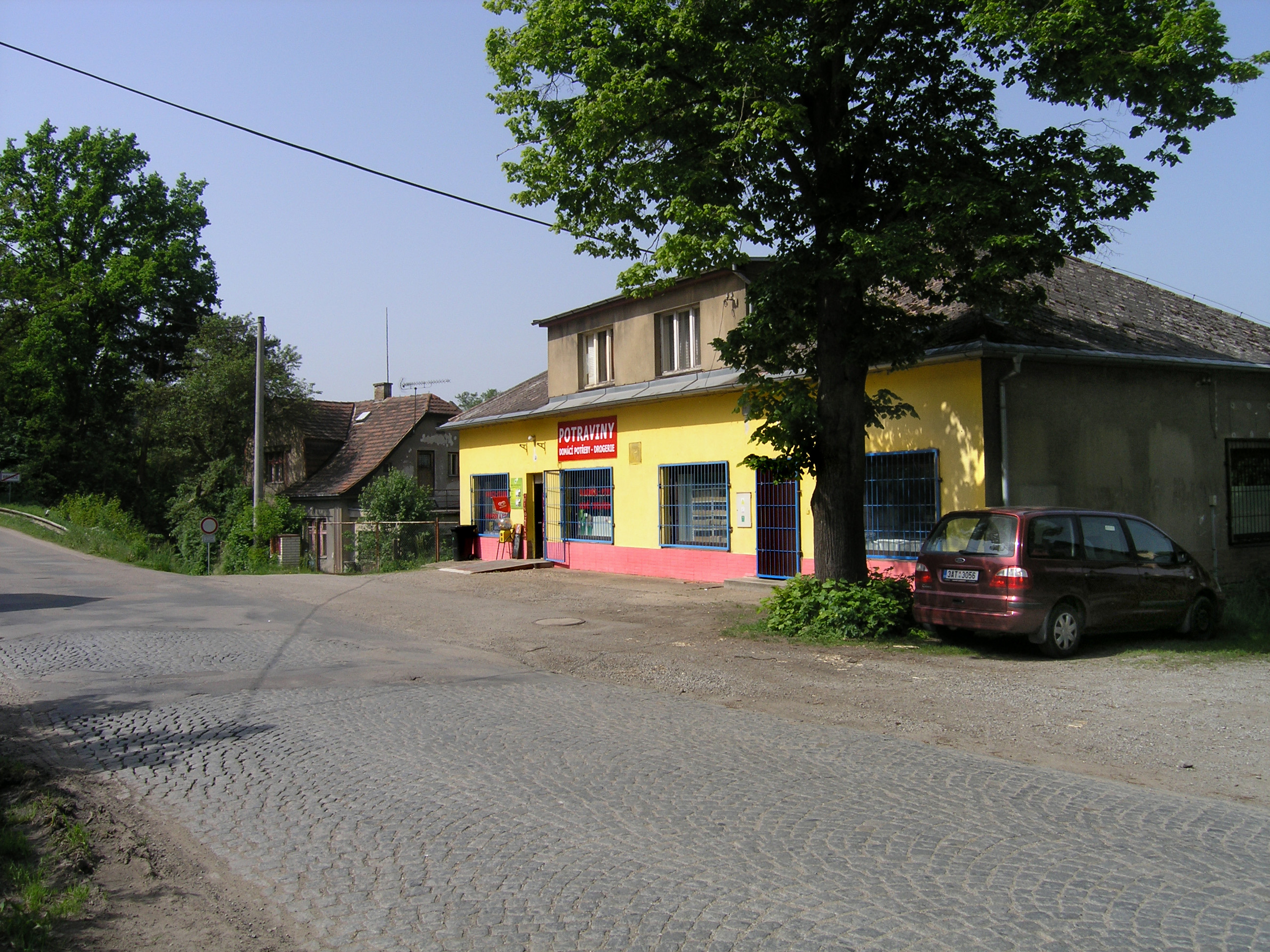
Prodejna
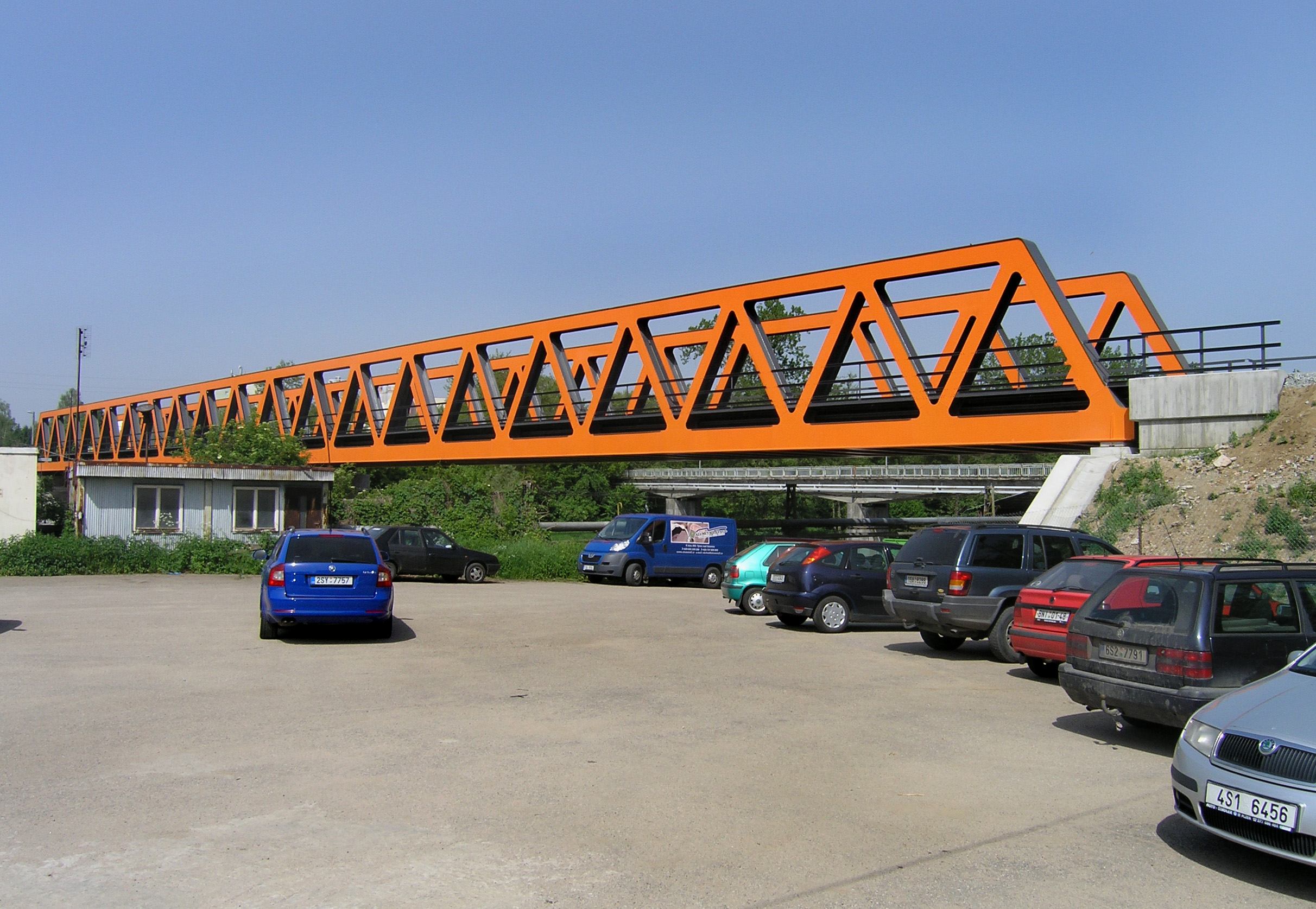
Železniční most přes Sázavu